# Oreopenes luteifacies
Oreopenes luteifacies är en insektsart som beskrevs av Ramos 1957. Oreopenes luteifacies ingår i släktet Oreopenes och familjen Kinnaridae. Inga underarter finns listade i Catalogue of Life.